# Star! Scandinavia
Star! Scandinavia è stata una rete televisiva scandinava visibile in gran parte dell'Europa settentrionale e nel Benelux, e specializzata in trasmissioni legate all'industria dello spettacolo, al gossip ed alle celebrità. La rete era di proprietà del gruppo scandinavo NonStop Television, parte di WarnerMedia.
La rete è stata creata sullo stile di Star! (un canale televisivo canadese in seguito diventato E!, in seguito all'unione con l'omonimo canale statunitense) ed è licenziato da CTVglobemedia (in precedenza CHUM Limited). La programmazione di Star! Scandinavia era formata da numerose trasmissioni delle reti di CTVglobemedia come E!, FashionTelevisionChannel, MuchMore ed altri. Star! Scandinavia ha inoltre trasmesso numerose premiazioni come i Grammy Awards, i Golden Globe, il Sundance Film Festival ed i BAFTA Film Award.
Il 15 luglio 2015 il canale è stato chiuso, insieme a Showtime e Silver.